# Alex McCarthy
Alex Simon McCarthy (Guildford, 1989. december 3. –) angol labdarúgó, a Southampton kapusa, válogatott kerettag.

## Válogatott
2016. szeptember 1-jén Sam Allardyce  behívta a felnőtt válogatottba  a sérült Fraser Forster helyére a 2018-as vb selejtejtezők  szlovákok elleni mérkőzésére.

## Statisztika
Legutóbb frissítve: 2019. február 9-én.
| Klub                         | Szezon         | Liga               | Liga            | Liga  | FA-kupa         | FA-kupa | Angol ligakupa  | Angol ligakupa | Egyéb           | Egyéb | Összesen        | Összesen |
| Klub                         | Szezon         | Bajnokság          | Pályára lépések | Gólok | Pályára lépések | Gólok   | Pályára lépések | Gólok          | Pályára lépések | Gólok | Pályára lépések | Gólok    |
| ---------------------------- | -------------- | ------------------ | --------------- | ----- | --------------- | ------- | --------------- | -------------- | --------------- | ----- | --------------- | -------- |
| Reading                      | 2007–08        | Premier League     | 0               | 0     | 0               | 0       | 0               | 0              | —               | —     | 0               | 0        |
| Reading                      | 2008–09        | Championship       | 0               | 0     | —               | —       | 0               | 0              | —               | —     | 0               | 0        |
| Reading                      | 2010–11        | Championship       | 13              | 0     | 2               | 0       | 0               | 0              | 0               | 0     | 15              | 0        |
| Reading                      | 2011–12        | Championship       | 0               | 0     | 0               | 0       | 1               | 0              | —               | —     | 1               | 0        |
| Reading                      | 2012–13        | Premier League     | 13              | 0     | 0               | 0       | 1               | 0              | —               | —     | 14              | 0        |
| Reading                      | 2013–14        | Championship       | 44              | 0     | 0               | 0       | 0               | 0              | —               | —     | 44              | 0        |
| Reading                      | 2014–15        | Championship       | 0               | 0     | —               | —       | 1               | 0              | —               | —     | 1               | 0        |
| Reading                      | Összesen       | Összesen           | 70              | 0     | 2               | 0       | 3               | 0              | 0               | 0     | 75              | 0        |
| Woking (kölcsönbe)           | 2007–08        | Conference Premier | 1               | 0     | —               | —       | —               | —              | —               | —     | 1               | 0        |
| Cambridge United (kölcsönbe) | 2007–08        | Conference Premier | 1               | 0     | —               | —       | —               | —              | —               | —     | 1               | 0        |
| Team Bath (kölcsönbe)        | 2008–09        | Conference South   | 2               | 0     | 2               | 0       | —               | —              | —               | —     | 4               | 0        |
| Aldershot Town (kölcsönbe)   | 2008–09        | League Two         | 4               | 0     | —               | —       | —               | —              | —               | —     | 4               | 0        |
| Yeovil Town (kölcsönbe)      | 2009–10        | League One         | 44              | 0     | —               | —       | 1               | 0              | —               | —     | 45              | 0        |
| Brentford (kölcsönbe)        | 2010–11        | League One         | 3               | 0     | —               | —       | —               | —              | —               | —     | 3               | 0        |
| Leeds United (kölcsönbe)     | 2011–12        | Championship       | 6               | 0     | —               | —       | —               | —              | —               | —     | 6               | 0        |
| Ipswich Town (loan)          | 2011–12        | Championship       | 10              | 0     | —               | —       | —               | —              | —               | —     | 10              | 0        |
| Queens Park Rangers          | 2014–15        | Premier League     | 3               | 0     | 1               | 0       | —               | —              | —               | —     | 4               | 0        |
| Crystal Palace               | 2015–16        | Premier League     | 7               | 0     | 0               | 0       | 0               | 0              | —               | —     | 7               | 0        |
| Southampton                  | 2016–17        | Premier League     | 0               | 0     | 0               | 0       | 2               | 0              | 0               | 0     | 2               | 0        |
| Southampton                  | 2017–18        | Premier League     | 18              | 0     | 5               | 0       | 0               | 0              | —               | —     | 23              | 0        |
| Southampton                  | 2018–19        | Premier League     | 25              | 0     | 0               | 0       | 0               | 0              | —               | —     | 25              | 0        |
| Southampton                  | Összesen       | Összesen           | 43              | 0     | 5               | 0       | 2               | 0              | 0               | 0     | 48              | 0        |
| Southampton (U23/U21)        | 2016–17        | —                  | —               | —     | —               | —       | —               | —              | 1               | 0     | 1               | 0        |
| Southampton (U23/U21)        | 2017–18        | —                  | —               | —     | —               | —       | —               | —              | 3               | 0     | 3               | 0        |
| Southampton (U23/U21)        | Összesen       | Összesen           | —               | —     | —               | —       | —               | —              | 4               | 0     | 4               | 0        |
| Teljes karrier               | Teljes karrier | Teljes karrier     | 194             | 0     | 10              | 0       | 6               | 0              | 4               | 0     | 214             | 0        |

1. 1 2  Pályára lépése a Football League Trophyn

### A válogatottban
Legutóbb frissítve: 2018. november 15-én:
| Nemzet   | Év       | Pályára lépései | Góljai |
| -------- | -------- | --------------- | ------ |
| Anglia   | 2018     | 1               | 0      |
| Összesen | Összesen | 1               | 0      |

## Külső hivatkozások
- Alex McCarthy profile at Reading F.C.
- Alex McCarthy profile Archiválva 2014. november 29-i dátummal a Wayback Machine-ben at the FA
- behívták az angol válogatottba a vb selejtezőkre (angolul)